# Faro de cabo Villano

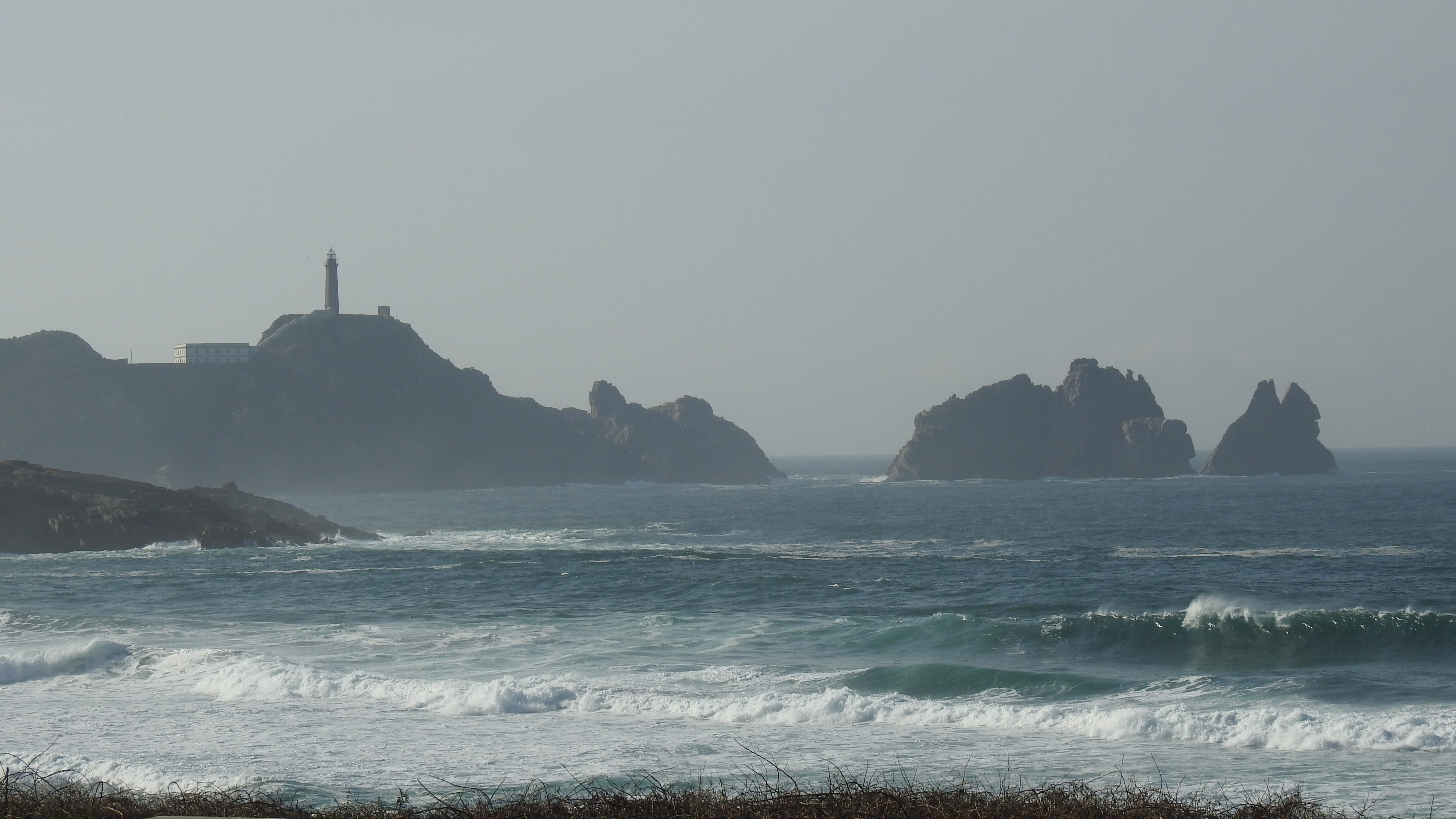
El Cabo Villano y su faro.

El faro del cabo Villano señala uno de los tramos más peligrosos de la costa de la Muerte (provincia de La Coruña, Galicia, España), pero también uno de los más hermosos. Erguido a 125 m de altitud y unido al antiguo edificio de los fareros, posee un potente cañón de luz, capaz de conseguir los 55 km. Es el faro eléctrico más antiguo de España. El enclave fue declarado de Interés Nacional en el año 1933 por ser un lugar rocoso y escarpado y hoy en día es monumento natural.

## Historia
El faro primitivo tenía una torre de cantería que alumbraba a 7 m del suelo y a 64 m del mar. Lució por primera vez el 10 de julio de 1854 y nunca ocultó sus inconvenientes. El escaso de su altura no resolvía el saliente del cabo y producía una zona ciega de 34 grados sobre los bajos, que la dinamita logró reducir hasta los 21. La comisión de faros inició el proyecto de construir un nuevo faro en 1860, pero la iniciativa no comenzó a tomar cuerpo hasta años más tarde con el naufragio de un buque escuela inglés con el resultado de 172 muertos.
La resonancia internacional alcanzada por el naufragio del Serpent, el 8 de noviembre de 1890, llamó la atención sobre la escasa luz del faro de cabo Villano. En consecuencia, en 1891 se aprobó un presupuesto de 158.500 pesetas para la dotación de un faro de primer orden, con piedra de la cantera de una piedra Mayor, ese granito rosado característico de las peñas de Traba.

## Descripción
Cuando su luz lució renovada el 15 de enero de 1896, lo hizo con la energía eléctrica que era la única en aquella zona del noroeste, que aún tardaría décadas en poblarse de lámparas. Su sala de máquinas, dos de vapor con 12 CV, se extendía por 234 m² y las dependencias se prolongaban en dos talleres, un almacén de herramientas, una carbonera, dos depósitos de palastro para el agua de refrigeración y dos bombas para alimentar las máquinas. La óptica era de 16 lentes que emitían grupos de dos destellos cada 20 s, completando una vuelta cada 150 s. La primitiva iluminación interior del faro fue a base de petróleo hasta 1903, año en que pasó a ser de acetileno. Esa iluminación se sustituyó en 1911 por 40 lámparas eléctricas de 10 bujías. En 1924, la lámpara de arco se reforzó con una de incandescencia de 8.000 bujías. Un año después, la vieja máquina de vapor se sustituyó por grupos halógenos, y se colocó el aparato óptico sobre una cuba de mercurio. El radiofaro, instalado en 1922, de chispa, de onda  amortiguada y 0.2 kW de potencia, estuvo en servicio hasta el 1 de enero de 1936, cuando fue sustituido por uno de onda continua y en cadena con los radiofaros de Finisterre y Silleiro. En 1962 se llevaron a cabo las reformas que siguen vigentes, con una linterna aeromarítima de 35 dm de diámetro y óptica dióptrico-catadióptica con paneles de rayo aéreo y 500 mm de distancia focal. La sirena cuenta con seis vibradores que emiten la característica V en código morse, alimentada por un motor convertidor.
Visto de lejos, el faro parece un minarete. La torre de forma octogonal tiene una altura de 24 metros, recorridos en su eje por un centenar de escalones, a estos metros se añaden los 80 en los que su base rocosa supera el nivel del mar y, así, su luz alumbra desde una altura de 104 metros sobre las aguas que barre hasta una distancia de 28 millas.
El fuste de la torre remata en la linterna de cúpula apaleada y veletas, cuya base se ve rodeada por una cornisa con límite sobre 24 apoyos, una leve baranda convierte la cornisa en mirador. 
La comunicación de la torre con las máquinas y los motores que nutren al faro tiene lugar por un túnel que alberga 150 escalones hasta alcanzar el muro occidental del edificio, que contiene la mecánica y da cobijo a sus servidores. Es un inmueble rectangular construido en piedra, de dos plantas y con las paredes recubiertas y pintadas de blanco.
El edificio del faro se puede visitar en ocasiones. Existe un Centro de Interpretación de naufragios, faros y señales marítimas de la costa de la Muerte y una sala de exposiciones.